# Kloster Boulancourt
Das Kloster Boulancourt (Bullencuria) war eine Zisterzienserabtei in Longeville-sur-la-Laines, einem Ortsteil der Gemeinde Rives Dervoises im Département Haute-Marne, Region Grand Est, in Frankreich, rund elf Kilometer westlich von Montier-en-Der.

## Geschichte
Das Kloster wurde 1095 gegründet und schloss sich 1150 in der Filiation von Kloster Clairvaux dem Zisterzienserorden an. Ungewöhnlich für den Zisterzienserorden (vgl. aber Kloster Obazine/Kloster Coyroux) wurde schon 1152 in der Nähe das Nonnenkloster Boulancourt (Lieu des Dames) errichtet (Doppelkloster). Während der Französischen Revolution fand das Kloster 1791 sein Ende. Die Anlage ist in der Folge völlig verschwunden.

## Bauten und Anlage
Eine Marienstatue befindet sich heute in Montier-en-Der. In Arsonval bei Bar-sur-Aube liegt der Hof Hurtebise, eine ehemalige Grangie des Klosters.